# Lamelligomphus hainanensis
Lamelligomphus hainanensis – gatunek ważki z rodziny gadziogłówkowatych (Gomphidae).